# Rozstání, Prostějov
Rozstání là một làng thuộc huyện Prostějov, vùng Olomoucký, Cộng hòa Séc.